# Bulbophyllum iboense
Bulbophyllum iboense là một loài phong lan thuộc chi Bulbophyllum.